# Grjotgard Herlaugsson
Grjotgard Herlaugsson (nórdico antiguo: Grjótgarð, 790? - 867?) fue un caudillo vikingo de Noruega, jarl de Håløy (Håløyjarl) y primer jarl de Lade.
Grjotgard era hijo de Herlaug Haraldsson, un caudillo del norte que se estableció al sur de reino de Namdalen. Fue a finales del siglo VIII cuando los jarls de Lade vieron incrementados su influencia, poder y expansión territorial hacia el sur que culminó con la conquista de la costa de Lofoten, en el fiordo de Trondheim. La hacienda de Grjotgard estaba emplazada en Selva (Agdenes) cuando el rey Harald sometió a la región. Según Landnámabók El jarl murió asesinado por un berserker en su hacienda, posteriormente esa muerte fue vengada por Gunnstein Berserkersbane (Gunnstein asesino de berserkers).

## Herencia
Se desconoce el nombre de su consorte, pero las sagas mencionan varios hijos:
- Sigurd Grjotgardsson, Herse of Sandnes (c. 820-886)
- Håkon Grjotgardsson (c. 820-870)
- Ranveig Grjotgardsdatter (c. 858), se casó con Ljot på Veggir (Ljot en kloke Thorgrimsson) y de esa relación nació Thorgrim Ljotsson y Aldis Ljotsdatter. Aldis se casó con Uspak Osvifsson, hijo de Ósvífur Helgason, y de esa relación nació Úlf Óspaksson, stallari de Harald Hardrada.
- Håvard Grjotgardsson Yrjar (c. 820)
- Aesa Grjotgardsdottir (c. 845)